# Urs von Gunten
Pour les articles homonymes, voir Von Gunten.
 (mai 2023).
Urs von Gunten (né le 20 octobre 1959) est un chimiste de l'environnement suisse et professeur à l'EPFL (École Polytechnique Fédérale de Lausanne). Il est reconnu notamment pour ses recherches dans le domaine du traitement des eaux potables.

## Carrière
Urs von Gunten obtient un diplôme en chimie en 1983 et un doctorat en chimie inorganique en 1989 à l'École polytechnique fédérale de Zurich (ETHZ). Il effectue ensuite un stage post-doctoral à l'Institut fédéral suisse des sciences aquatiques (Eawag), où il devient chef du département de chimie (1998-1999) et du département des ressources aquatiques et des eaux potables (2000-2004). Il prend ensuite la direction du projet transdisciplinaire «L'eau potable pour le XXIe siècle» jusqu'en 2008, et du centre de compétences pour l'eau potable (2010-2017) à l'Eawag.
Urs Von Gunten est nommé maître de conférences à l'EPFZ en 1995. Il est professeur invité à la Curtin University de Perth, Australie (2008-2009). En 2011, il est nommé professeur ordinaire à l' EPFL (École Polytechnique Fédérale de Lausanne).

## Recherche
Urs von Gunten dirige le laboratoire pour la qualité et le traitement de l'eau (LTQE) à l'EPFL ainsi que le groupe de chimie des eaux potables à l'Eawag. Ses recherches portent sur les procédés d'oxydation et de désinfection dans le cadre du traitement de l'eau potable et des eaux usées. Il étudie notamment la formation de sous-produits chimiques potentiellement toxiques lors de l'ozonation et de la chloration de l'eau potable,,,,,. Dans un article Perspective publié dans la revue Science en 2011, Von Gunten avertit que la chloration de l'eau peut entraîner la formation de sous-produits de désinfection dangereux issus de l'oxydation de substrats provenant de matières organiques et de produits pharmaceutiques. Il préconise par la suite de renoncer complètement à la chloration, ce qui serait selon lui possible si des mesures de protection adéquates pour les sources et les réseaux de distribution des eaux étaient prises,. Von Gunten explore de plus de nouvelles modalités de traitement pour éliminer les ions halogénures des eaux contaminées par des ions bromure et iodure.
Von Gunten s'intéresse également au rôle du changement climatique et d'autres facteurs anthropiques sur la qualité des eaux potables.

## Distinctions
Von Gunten reçoit le Prix Harvey Rosen en 2001, 2007 et 2015 de l'International Ozone Association, ainsi que le Environmental Science and Technology Excellence in Review Award en 2007,,.
En 2007, il reçoit une chaire honorifique à l'Institut de technologie de Harbin.
En 2021, ses articles de recherche ont été cités plus de 38 000 fois et son indice h est de 97, ce qui lui vaut de figurer parmi les chercheurs hautement cités selon l'agence Thomson Reuters Web of Science en 2014 et 2015, et selon Clarivate Analytics en 2018, 2019 et 2020,,.